# Melanie Warren-Hawkes
Melanie Warren-Hawkes, née le 24 janvier 1962 à Henley-on-Thames, est une joueuse professionnelle de squash représentant l'Angleterre.

## Biographie
Après sa carrière de joueuse, elle est présidente du WISPA pendant dix ans, introduisant l'utilisation de courts en verre, les raquettes modernes et un nouveau système de comptage.